# Powerplant
Powerplant är det tyska power metal-bandet Gamma Rays sjätte studioalbum, utgivet i mars 1999 på Noise Records och i Japan på Victor. Skivan återutgavs i remastrad digipakversion år 2002.
En musikvideo spelades in till "Send Me a Sign".

## Låtlista
1. "Anywhere in the Galaxy" – 6:37
2. "Razorblade Sigh" – 5:01
3. "Send Me a Sign" – 4:07
4. "Strangers in the Night" – 6:04
5. "Gardens of the Sinner" – 5:57
6. "Short as Hell" – 3:57
7. "It's a Sin" (Pet Shop Boys-cover) – 4:58
8. "Heavy Metal Universe" – 5:25
9. "Wings of Destiny" – 6:26
10. "Hand of Fate" – 6:12
11. "Armageddon" – 8:48

Bonusspår på nyutgåvan från 2002
1. "A While in Dreamland" – 4:16
2. "Rich & Famous" – 4:53
3. "Long Live Rock 'n' Roll" (Rainbow-cover) – 3:47

## Medverkande
Musiker
- Kai Hansen – sång, gitarr
- Henjo Richter – gitarr, keyboard
- Dirk Schlächter – basgitarr
- Dan Zimmermann – trummor

Bidragande musiker
- Piet Sielck – bakgrundssång

Produktion
- Kai Hansen – producent
- Dirk Schlächter – producent
- Ralf Lindner – mastering
- Derek Riggs – omslagskonst
- Henjo Richter – albumkonst
- Axel Jusseit – foto